# Ларин, Пётр Данилович
Пётр Данилович Ларин (1735, с. Любичи, Московская губерния — 22 августа 1778, Москва) — инициатор создания первого банка в Рязанской губернии, меценат и благотворитель, купец.

## Биография
Родился в 1735 году в селе Любичи в крестьянской семье.
В детстве был пастухом, затем прислужником в кабаке, где обратил на себя внимание управляющего питейными сборами, взявшего его к себе кассиром в петербургскую контору; затем был приказчиком, управлял питейными сборами в Казани.
Разбогатев, Ларин взял питейный откуп по городу Архангельску и вёл обширную торговлю рыбой, пенькой и хлебом, посылая эти товары в Англию; не раз бывал в Лондоне.
В 1770-е гг. значился купцом 1-й гильдии. В Любичах построил в 1774 году Воскресенскую церковь. В ознаменование рождения великого князя Александра Павловича (1777) Ларин задумал создать в родном селе образцовую школу, нечто в роде коммерческой академии. Проект устройства школы понравился Екатерине II, которая в именном указе от 12 марта 1778 г. признала эти начертания «за благо». Но в том же году Ларин скоропостижно скончался в Москве при весьма странных обстоятельствах. «Документы по его капиталу бесследно исчезли. Вдова Пелагея чувствовала неладное, но доказать ничего не смогла. Похоронили Петра Даниловиче в Любичах в склепе под никольским приделом Воскресенского храма».
Муж дочери Ларина, коллежский асессор В. В. Цыгоров, расследовал аферу с похищенным ларинским капиталом; судебный процесс длился около 18 лет, но Цыгорову удалось вернуть состояние покойного тестя. Высочайше повелено было похищенные деньги с наросшими процентами взыскать с виновных, в том числе с членов опекунского совета, по неосмотрительности которых были выданы деньги из московской сохранной казны.
Сенат, на рассмотрение которого перешло дело об учреждении в Любичах училища, определил деньги Ларина по мере их взыскания отсылать на человеколюбивые и благотворительные заведения приказа общественного призрения Рязанской губернии, или предоставить этот капитал в распоряжение Министерства народного просвещения для употребления на те же цели, «где благопотребно явится». Последнее предположение было Высочайше одобрено, и таким образом при Министерстве народного просвещения образовался ларинский капитал, окончательно взысканный к 1817 г. и возросший до 700 тысяч рублей ассигнациями.
Из этого капитала на устройство любичского училища и банка отпущено только 52 тысячи рублей. Училище открыто в 1819 г., банк — в 1820 г. (с основным капиталом в 40 тыс. рублей). В 1884 г. было открыто женское отделение училища для приходящих девочек. На остальные ларинские деньги построены в 1828—1835 годах: залы Императорской публичной библиотеки, стоившие 127 тысяч рублей (одну из зал библиотеки Император Николай I повелел именовать Ларинской; здесь же и портрет Ларина), а в 1836 г. — Ларинская гимназия (в Петрограде, на Васильевском острове; по счету открытия — четвёртая), гимназия в Динабурге. Из того же капитала отпущена сумма на постройку в Одессе здания Ришельевского лицея с гимназией. Также на ларинский капитал осуществлялась издательская деятельность Археографической комиссии. На надгробии благодарные потомки сделали надпись: «Благотворителю сира и убога, другу человечества…»